# رخش‌آلان‌ها

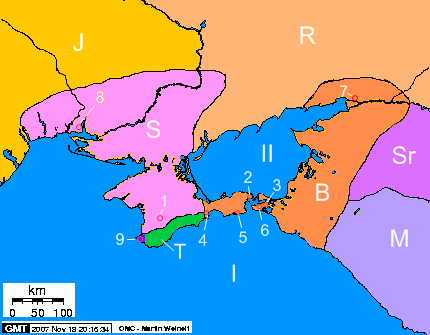
جایگاه رخش‌آلان‌ها در سدهٔ دوم پیش از میلاد در بالای نقشه با نماد R نشان داده‌شده‌است. در جنوب سرزمین‌های ایشان دریای آزوف(II) و در همسایگی‌شان یازیگ‌ها(J)، دولت سکایی کریمه(S)، پادشاهی بسفور(B) و سیراک‌ها(Sr) دیده می‌شوند.

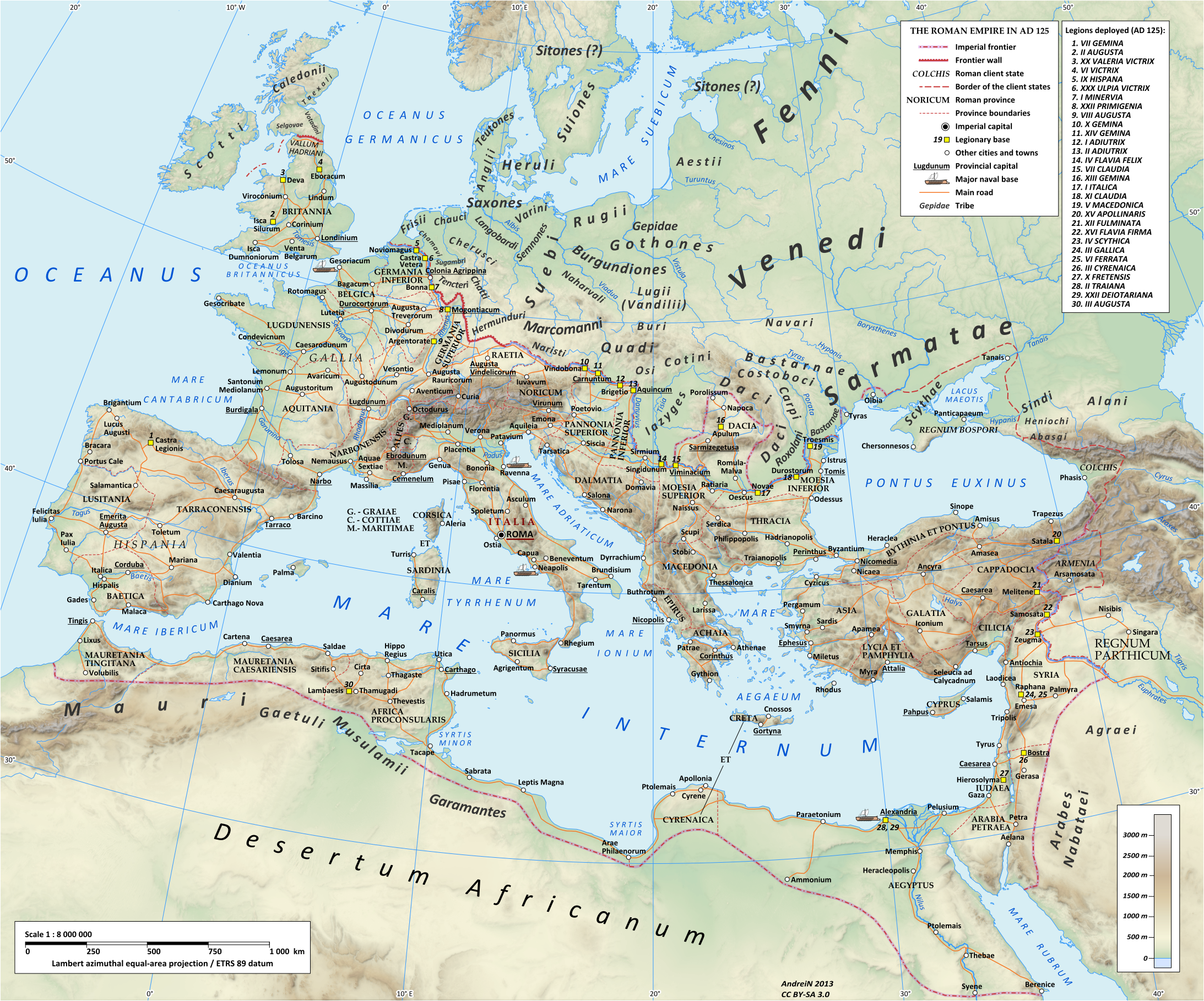

رخش‌آلان‌ها (به آسی: ruxsalan، به معنای اَلانان رخشنده/درخشان) (از روی یونانی روکس‌آلان‌ها هم نوشته‌اند) تیره‌ای از ایرانی‌تباران سرم بودند که این نام را برای روشنی پوست یا پوشش آنان به ایشان داده بودند. این نام، گویش و نگارش لاتینِ رخش‌آلانی (روس آلان، روکاس، روگاس) است. تیره ای پرشمار و بسیار کهن از تیره باختری ایرانیان سرمتی (باختری‌ترین سکاها) بودند که در دشت‌های خاور اروپای امروزی در کنار دیگر سکاها و ماساگت‌ها و سرم‌ها می‌زیسته‌اند و به چند زبان سخن می‌گفتند. رخش‌آلان‌ها را آلان‌های سپیدروی می‌دانند (روخش: روشن). حتی وردانسکی نام روس را از آنان سرچشمه می‌داند و نیز مردمی با نام روکاس (یا روگاس) که در نبردی از پادشاهی استروگوت‌ها شکست می‌خورند را آمیزه ای از رخش با آس (آلان‌ها همان آسی‌ها هستند) می‌داند.

## سکونت گاه
میهن نخستین‌شان برپایهٔ تاریخ سرزمین‌های میان رودهای دن و دنیپر بود. رخش‌آلان‌ها در سدهٔ یکم پیش از میلاد به سوی دانوب کوچیدند و در جلگه باراگان در رومانی کنونی جاگیر شدند.

## تاریخ
آنان در سال ۱۰۰ پ. م به رهبری پادشاه خود تاسیوس (به گویش لاتین) در پشتیبانی از جنگ سالار سکایی پالاکوس، از دیفانتوس سردار مهرداد ششم پادشاه پنتوس شکست می‌خورند و از کریمه واپس رانده می‌شوند.
ژولیوس سزار نام روکسولان را در کتاب خود دربارهٔ جنگ با گیل‌ها (یا همان که به فرانسوی گُل می‌گویند؛ از تیره‌های کِلت یا سلتی) نگاشته و آنان را در جایی هم‌مرز با آلان‌ها می‌داند. جایی که میان یازیگ‌ها (باختری‌ترین سکاها) و داسی‌ها بود.
آنان پیش از مهاجرت به شمال و باختر دریای سیاه، در سرزمین‌های پست کناره رود ولگا و کوهپایه‌های اورال می‌زیستند. پس آنگاه با سکاهای شمال دریای سیاه جنگیده؛ سپس پس از شکست آنان در سده دوم پیش از میلاد، در کنارشان و در برابر پادشاهی بسفور و شهرهای یونانی نشین کریمه جنگیدند. استرابون که در سدهٔ یک پیش از زایش مسیح می‌زیسته از ایشان با برنام گردونه‌سوار یاد می‌کند که یادآور کوچ‌نشینی این تیره است.
در سده نخست پس از زایش مسیح گروهی از آنان به سوی روددانوب و رود دنیپر رفته؛ و تا ۷۰ سال در دشت‌های امروزی رومانی تا صربستان زندگی می‌کردند، تا آنکه رومیان بر آنان تاختند و رُخش آلان‌ها بهمراه دیگر تیره‌های ایرانی این دشت‌ها همچون داسی‌ها و تراس‌ها شکست‌هایی از رومیان خوردند. برخلاف هون‌ها که وابسته به تازش بر یکجانشینان بودند، روش زندگی رخش‌آلان‌ها بیشتر بر پایه کشاورزی استوار بود. زمین‌های استپ برای کشاورزی چندان آماده نبود و خاک سرشاری نداشت، از همین رو گهگاه جنگی بر سر بدست آوردن زمینی فراهم برای کشت میان تیره‌ها پیش می‌آمد. در یکی از نبردهای رومیان با رخش‌آلان‌ها ۹۰۰۰ سوار از آنان بدست یگان ۳ گالیکا (یگان نبرد با گیل‌ها یا گُل‌ها _چنان‌که امروزه به فرانسوی می‌گویند_) و سپاه پیاده روم بود. این شکست در زمستان ۶۹ م رخ داد. این سال در تاریخ روم به سال چهار فرمانروا شناخته می‌شود. آنها می‌خواستند از این هنگامه سود ببرند که گرفتار سپاهی شدند که نخست هم پیمان اوتو و سپس ویتیلیوس شده بود و پس از آن بدنبال نبرد با ویتیلیوس و هوادار وسپاسیان بود. در زمانی که تاسیتوس تاریخ‌نگار رومی گوید: ریشه شکست آنان سنگینی زره‌شان بود و اینکه بر زمین سست افتاده و با نیزه بلندشان که جنگ‌افزار آیینی سلمی‌ها بود نمی‌توانستند دوباره از زمین برخیزند.
در زمان دومیتیان، لژیون ۲۱ راپاکس (یگان رومی گماشته بر پانونیا) را به کینه جویی از کشتاری که از مردمان شان کرده بودند به یاری داس‌ها یکسره نابود کردند. در جنگ‌های داسی نخست سوی داسی‌ها را گرفتند و بیشتر سواران خود را به جنگ برای آنان فرستادند؛ ولی در جنگ نخست داسی به سال ۱۰۲–۱۰۱ میلادی در نیکوپولیس آد ایستروم شکست خوردند و در جنگ دوم با داس‌ها همراه نشدند تا آنکه در ۱۰۶–۱۰۵ پادشاهی داسی یکسره نابود شد و تراژان امپراتور روم، کین خواهی نمود. سپاه دانوبی روم همه شهرها و روستاهای آنها را سوزاند و بسیاری از مردانشان را کشت یا به همراه زنان و کودکانشان به بردگی کشید و جابجایی‌های بزرگی را برنامه‌ریزی نمود و همه گنجینه زرین و پرگوهر پادشاهی داسی را که بوربیستا (به گویش لاتین) و پیشینیانش فراهم آورده بودند و رشک رومیان گشته بود به تاراج برد. بدین سان فرمانداری رومی داسیا را بنیاد گذاشت و رومی‌ها به مرز با رخش‌آلان‌ها در دانوب رسیدند. تراژان بسیاری از داس‌ها را به پانونیا در مرز با ژرمن‌ها کوچاند. هادریانوس برج و باروهایی برای پیشگیری از تاخت و تاز آنان در راستای دانوب ساخت.
مارکوس آئورلیوس امپراتور روم نیز که با ژرمن‌ها نبردهای بزرگی داشت، با آنان نیز در کرانه دانوب جنگید. در سال ۲۶۰ میلادی به استان رومی پانونیا تاختند و پس از اندکی بخشی از آنان در سپاه روم می‌جنگیدند.
مانند سرم‌ها دیگر، سرزمین آنها در میانه سده ۴ میلادی بدست هون‌ها افتاد.
واپسین بار آنان را در کناره شمالی دریای سیاه در اوکراین امروزی و شبه جزیره کریمه گزارش کرده‌اند. از آن پس آنان با مردمان بومی این سرزمین همچون هون‌ها، آوارها، خزرها، اسلاوها و تاتارها درآمیخته اند.
سرانجام در میانه‌های سدهٔ چهارم میلادی هون‌ها بر رخش‌آلان‌ها پیروزی یافتند و دیگر نامی از تیره ایشان بجز در نام آلان‌ها و روس‌ها به چشم نمی‌خورد؛ ولی فرهنگ، تاریخ و نژادشان همچنان پابرجاست. و بازمانده این قوم بزرگ در بلوچستان پاکستان و ایران به نام رخشانی زندگی می‌کنند.
```
بسیاری از سنگ نگاره‌های رومی از فرمانروایان بزرگ روم نقشینه‌هایی از رخش‌آلان‌ها و دلاوری‌های آنان در جنگ‌ها دارد. مارکوس آئورلیوس، فیلسوف و فرمانروای روم، در کتاب خود 
گفتارها
 از آنان یاد کرده‌است. همچنین در سرزمین اوکراین کنونی در میان مردمان بومی آن آمیخته شده‌اند.
```